# Bangkok Noi
Bangkok Noi (tiếng Thái: บางกอกน้อย) là một trong 50 khẹt (quận) của Bangkok, Thái Lan. Các quận và huyện giáp ranh là: (từ phía bắc theo chiều kim đồng hồ) Bang Phlat, Phra Nakhon (qua sông Chao Phraya), Bangkok Yai, Phasi Charoen, và Taling Chan.

## Lịch sử
Bangkok Noi được lập làm làm huyện ngày 15 tháng 10 năm 1915. Ban đầu tên là Amphoe Amarin, và được đổi tên ngày 11 tháng 7 năm 1916 thành Amphoe Bangkok Noi. Huyện này thành quận năm 1972 khi Thonburi và Bangkok được sáp nhập. Ngày [[9 tháng 9 năm 1989, Bang Phlat được lập từ 4 trong các phó quận của Bangkok Noi, khiến Bangkok Noi còn 4 phó quận: Siri Rat, Ban Chang Lo, Bang Khun Non, và Bang Khun Si. Ngày 12 tháng 12 năm 1991, một phần nhỏ của quận Bang Phlat được đưa qua Bangkok Noi, tạo thành phó quận Arun Amarin mới.

## Hành chính

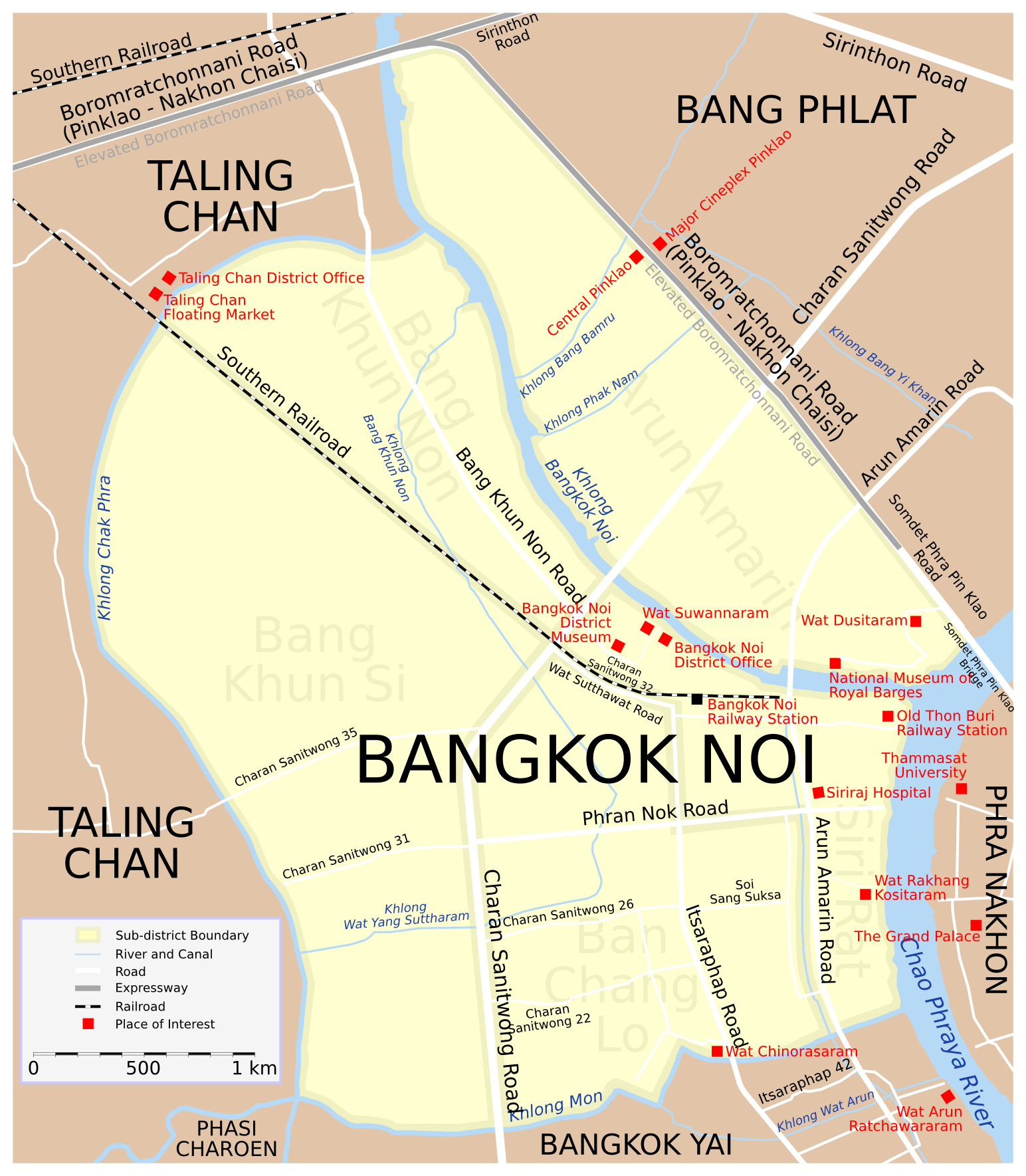
District map

Quận này có 5 phó quận (kwaeng).
| 1. | Siri Rat      | ศิริราช     |
| 2. | Ban Chang Lo  | บ้านช่างหล่อ |
| 3. | Bang Khun Non | บางขุนนนท์  |
| 4. | Bang Khun Si  | บางขุนศรี   |
| 5. | Arun Amarin   | อรุณอมรินทร์ |